# Festival do Barco-dragão
O Festival do Barco do Dragão (chinês tradicional: 端午節, chinês simplificado: 端午节, pinyin: Duānwǔ Jié), também chamado de Duanwu, é um feriado tradicional chinês que ocorre no quinto dia do quinto mês do calendário chinês, correspondendo ao final de maio ou junho no calendário gregoriano.
Uma comemoração ao antigo poeta Qu Yuan, o feriado é celebrado com corridas de barcos-dragão e comendo bolinhos de arroz pegajosos chamados zongzi.

## Nomes
O Festival Duanwu tem como tradução internacional oficializada pelo governo da República Popular da China, em língua inglesa, o nome de Dragon Boat Festival. Ainda em inglês, pode-se ser referido por algumas fontes como Double Fifth Festival, fazendo alusão à data presente no nome original, em chinês.
Em língua portuguesa, pode ser referido por Festival do Barco-Dragão ou Festival do Barco do Dragão.

### Nomes por região
Duanwu (chinês tradicional: 端午, chinês simplificado: 端午, pinyin: duānwǔ), como é chamado o festival em chinês mandarim, significa literalmente "cavalo de partida/abertura", ou seja, o primeiro "dia do cavalo" (segundo o zodíaco chinês/sistema de calendário chinês) a ocorrer no mês;  no entanto, apesar do significado literal ser wǔ, "o (dia do) cavalo no ciclo animal", esse caractere também foi interpretado de forma intercambiável como wǔ (chinês tradicional: 五, chinês simplificado: 五, pinyin: wǔ) que significa "cinco". Daí Duanwu, o "festival no quinto dia do quinto mês".
O nome chinês mandarim do festival é "端午節"  na China Continental e Taiwan, e "Tuen Ng Festival" para Hong Kong, Macau, Malásia e Singapura.
É pronunciado de forma variada em diferentes dialetos chineses. Em cantonês, é romanizado como Tuen 1 Ng 5 Jit 3 em Hong Kong e Tung 1 Ng 5 Jit 3 em Macau. Daí o "Festival Tuen Ng" em Hong Kong  Tun Ng (Festividade do Barco-Dragão em Português) em Macau.

## História

### Origem
O quinto mês lunar é considerado um mês azarado e venenoso, especialmente o quinto dia do quinto mês. Para se livrar do infortúnio, as pessoas colocavam cálamo, artemísia e alho acima das portas no quinto dia do quinto mês. Acreditava-se que ajudavam a afastar o mal por seu cheiro forte e sua forma (por exemplo, as folhas de cálamo têm a forma de espadas).
O quinto mês do calendário lunar era considerado um mês ruim e o quinto dia do mês um dia ruim. Dizia-se que animais venenosos apareciam a partir do quinto dia do quinto mês, como cobras, centopéias e escorpiões; as pessoas também supostamente ficam doentes facilmente depois desse dia. Portanto, durante o Festival do Barco do Dragão, as pessoas tentam evitar esse azar. Por exemplo, as pessoas podem colocar fotos das cinco criaturas venenosas (cobra, centopeia, escorpião, lagarto, sapo e, às vezes, aranha ) na parede e enfiar agulhas nelas. As pessoas também podem fazer recortes de papel das cinco criaturas e enrolá-los nos pulsos de seus filhos. Grandes cerimônias e apresentações se desenvolveram a partir dessas práticas em muitas áreas, tornando o Festival do Barco do Dragão um dia para se livrar de doenças e má sorte.

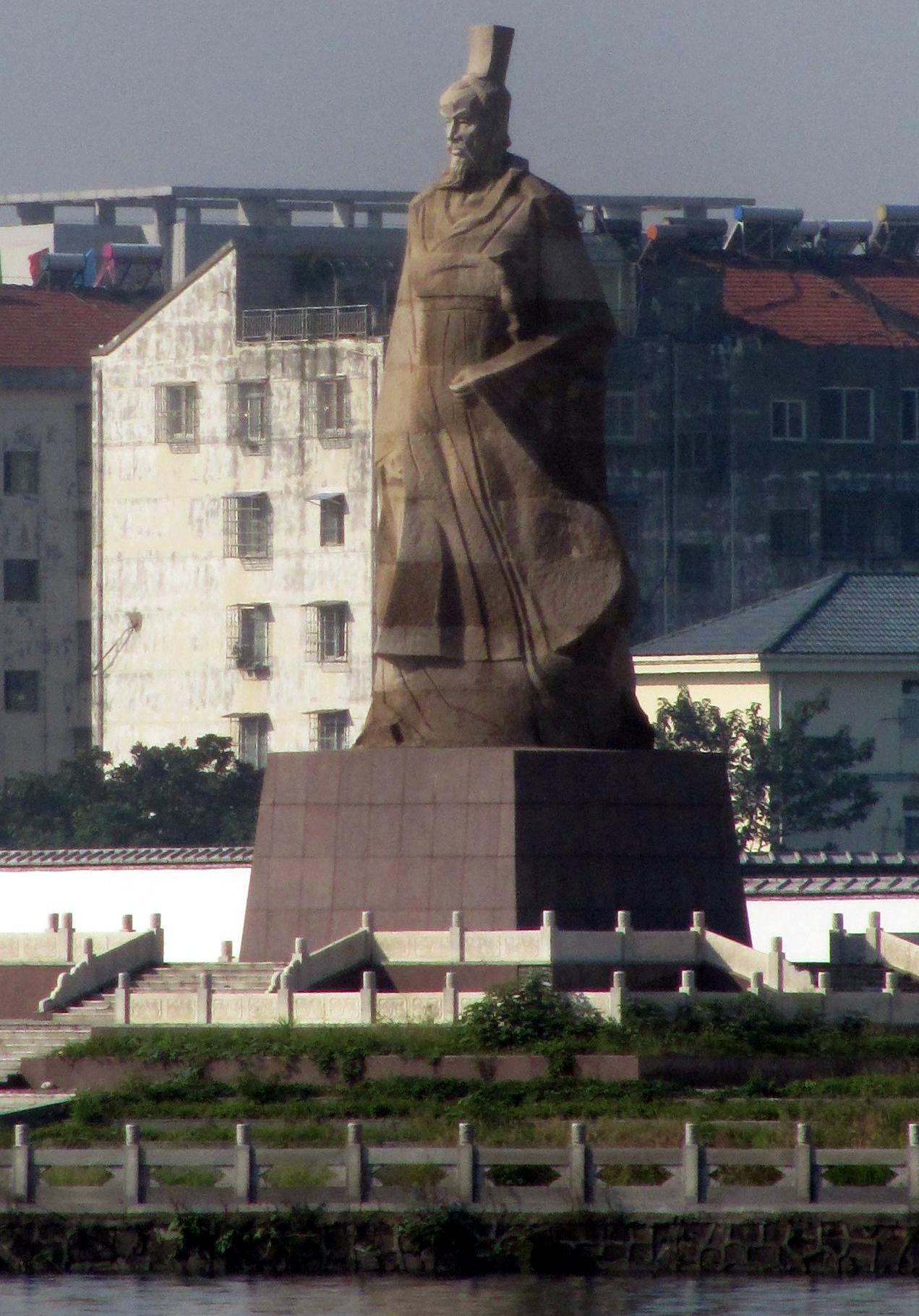
Uma estátua de Qu Yuan em Jingzhou, no local da antiga capital de Chu, Ying.

### Qu Yuan
A história mais conhecida na China moderna afirma que o festival comemora a morte do poeta e ministro Qu Yuan (c. 340 –278 aC) do antigo estado de Chu durante o período dos Reinos Combatentes da dinastia Zhou. Um membro cadete da casa real de Chu, Qu serviu em altos cargos. No entanto, quando o rei decidiu se aliar ao estado cada vez mais poderoso de Qin, Qu foi banido por se opor à aliança e até acusado de traição. Durante seu exílio, Qu Yuan escreveu muita poesia. Eventualmente, Qin capturou Ying, a capital de Chu. Desesperado, Qu Yuan suicidou-se afogando-se no rio Miluo.
Diz-se que a população local, que o admirava, saiu correndo em seus barcos para salvá-lo, ou pelo menos recuperar seu corpo. Diz-se que esta foi a origem das corridas de barcos-dragão. Quando seu corpo não foi encontrado, eles jogaram bolas de arroz pegajoso no rio para que os peixes as comessem em vez do corpo de Qu Yuan. Diz-se que esta é a origem de zongzi.
Durante o século XX, Qu Yuan tornou-se considerado um poeta patriótico e um símbolo do povo. Ele foi promovido como um herói popular e um símbolo do nacionalismo chinês na República Popular da China após a vitória comunista de 1949 na Guerra Civil Chinesa. O historiador e escritor Guo Moruo foi influente na formação dessa visão de Qu.

### Wu Zixu
Outra história de origem diz que o festival comemora Wu Zixu (falecido em 484 aC), um estadista do Reino de Wu. Xi Shi, uma bela mulher enviada pelo rei Goujian do estado de Yue, era muito amada pelo rei Fuchai de Wu. Wu Zixu, vendo a perigosa trama de Goujian, alertou Fuchai, que ficou zangado com o comentário. Wu Zixu foi forçado a cometer suicídio por Fuchai, com seu corpo jogado no rio no quinto dia do quinto mês. Após sua morte, lugares como Suzhou, Wu Zixu é lembrado durante o Festival do Barco-dragão.

### Cao E

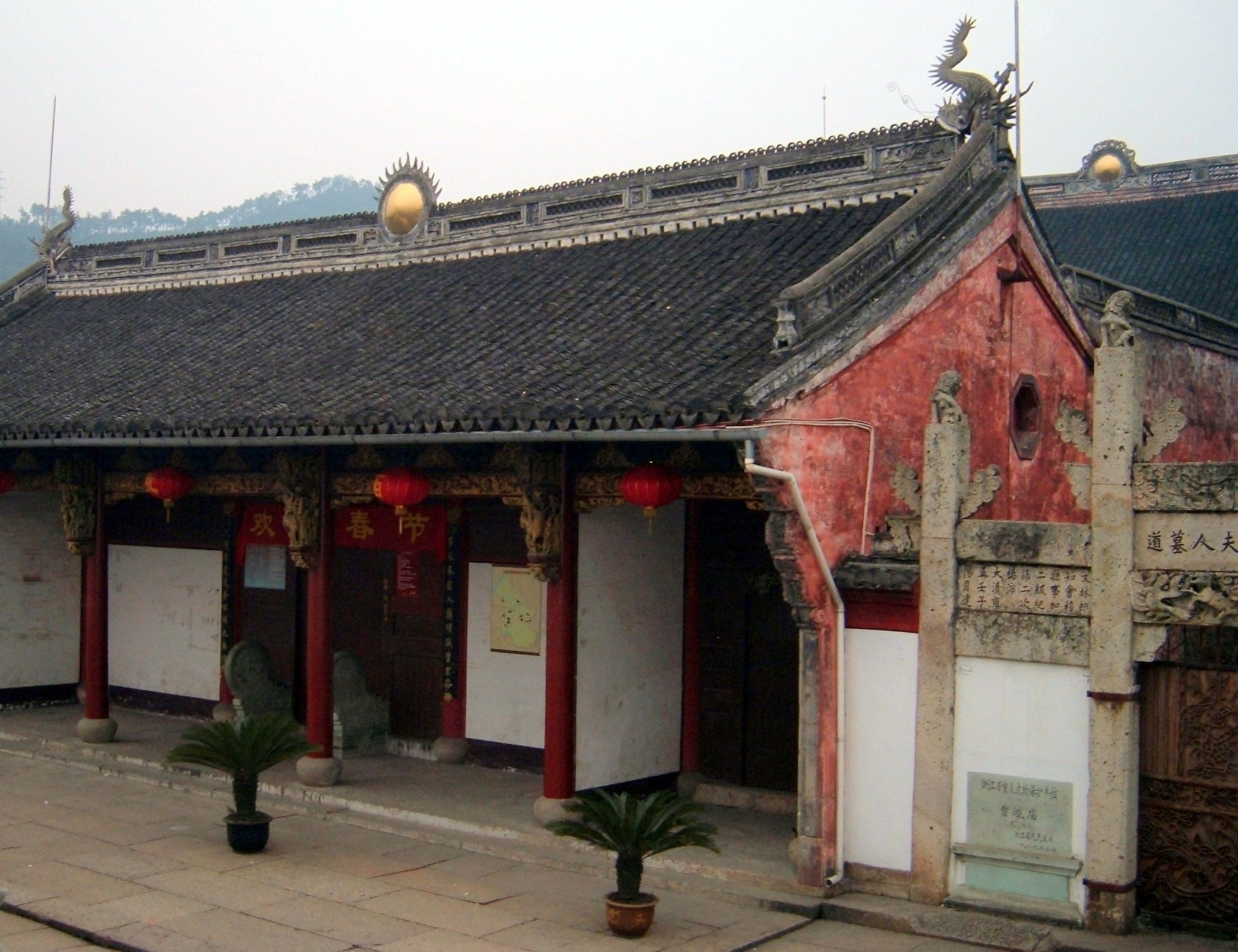
A frente do Templo Cao E, voltada para o leste, em direção ao rio Cao'e, em Shangyu, Zhejiang, China.

Embora Wu Zixu seja comemorado no sudeste de Jiangsu e Qu Yuan em outras partes da China, grande parte do nordeste de Zhejiang, incluindo as cidades de Shaoxing, Ningbo e Zhoushan, celebra a memória da jovem Cao E (曹娥; DC 130-144) em vez disso. O pai de Cao E, Cao Xu (曹盱) era um xamã que presidia as cerimônias locais em Shangyu. Em 143, enquanto presidia uma cerimônia em comemoração a Wu Zixu durante o Festival do Barco do Dragão, Cao Xu caiu acidentalmente no rio Shun. Cao E, em um ato de piedade filial, decidiu encontrar seu pai no rio, procurando por 3 dias tentando encontrá-lo. Depois de cinco dias, ela e seu pai foram encontrados mortos por afogamento no rio. Oito anos depois, em 151, um templo foi construído em Shangyu dedicado à memória de Cao E e seu sacrifício pela piedade filial. O rio Shun foi renomeado como rio Cao'e em sua homenagem.

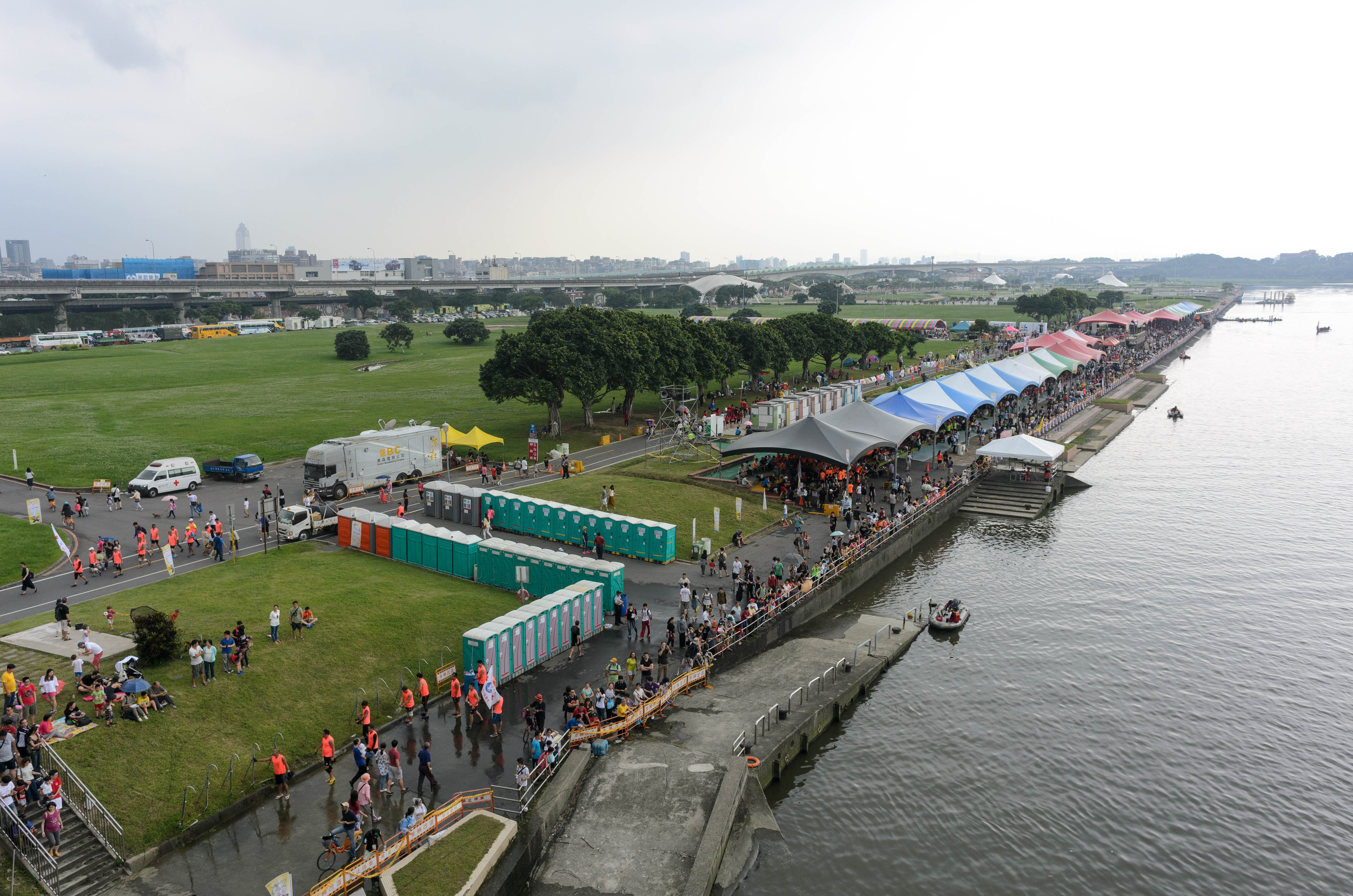
Corridas de Barco-dragão no Dajia River Park em Taipei.

Cao E é retratado no Wu Shuang Pu (無雙譜; Tabela de heróis inigualáveis) por Jin Guliang.

### feriado preexistente
Algumas pesquisas modernas sugerem que as histórias de Qu Yuan ou Wu Zixu foram sobrepostas a uma tradição festiva preexistente. A promoção dessas histórias pode ser incentivada por estudiosos confucionistas, buscando legitimar e fortalecer sua influência na China. A relação entre zongzi, Qu Yuan e o festival apareceu pela primeira vez durante o início da dinastia Han.
As histórias de Qu Yuan e Wu Zixu foram registradas em Shiji de Sima Qian, completadas 187 e 393 anos após os eventos, respectivamente, porque os historiadores queriam elogiar os dois personagens.
Segundo os historiadores, o feriado se originou como uma celebração da agricultura, fertilidade e cultivo de arroz no sul da China. Ainda em 1952, o sociólogo americano Wolfram Eberhard escreveu que era mais comemorado no sul da China do que no norte.
Outra teoria é que o Festival do Barco do Dragão se originou da adoração do dragão. Esta teoria foi avançada por Wen Yiduo. O apoio vem de duas tradições principais do festival: a tradição das corridas de barcos-dragão e zongzi. A comida pode ter representado originalmente uma oferenda ao rei dragão, enquanto as corridas de barcos-dragão refletem naturalmente uma reverência ao dragão e à energia yang ativa associada a ele. Isso se fundiu com a tradição de visitar amigos e familiares em barcos.
Outra sugestão é que o festival celebra uma característica comum das sociedades agrárias do leste asiático: a colheita do trigo de inverno. Oferendas eram regularmente feitas a divindades e espíritos nessas ocasiões: no antigo Yue, reis dragões; no antigo Chu, Qu Yuan; no antigo Wu, Wu Zixu (como um deus do rio); na Coréia antiga, deuses da montanha (ver Dano). À medida que as interações entre diferentes regiões aumentavam, esses festivais semelhantes acabaram se fundindo em um feriado.

### Início do século XX
No início do século XX, o Festival do Barco do Dragão foi observado do primeiro ao quinto dia do quinto mês, e também conhecido como o Festival dos Cinco Insetos Venenosos (chinês tradicional: 毒蟲節, chinês simplificado: 毒虫节, pinyin: Dúchóng jié). Yu Der Ling escreve no capítulo 11 de suas memórias de 1911, Two Years in the Forbidden City:

O primeiro dia da quinta lua foi um dia agitado para todos nós, pois da primeira à quinta da quinta lua era o festival dos cinco insetos venenosos, que explicarei mais tarde - também chamado de Festival do Barco-Dragão. . . . Agora sobre esta festa. Também é chamado de Festa do Barco do Dragão. A quinta da quinta lua ao meio-dia era a hora mais venenosa para os insetos venenosos, e répteis como sapos, lagartos, cobras, se escondem na lama, por essa hora eles ficam paralisados. Alguns médicos os procuram nessa hora e os colocam em potes e, quando secam, às vezes os usam como remédio. Sua Majestade me disse isso, então naquele dia eu fui por toda parte e cavei no chão, mas não encontrei nada.

### Século XXI
Em 2008, o Dragon Boat Festival tornou-se um feriado nacional na China.

## Feriado

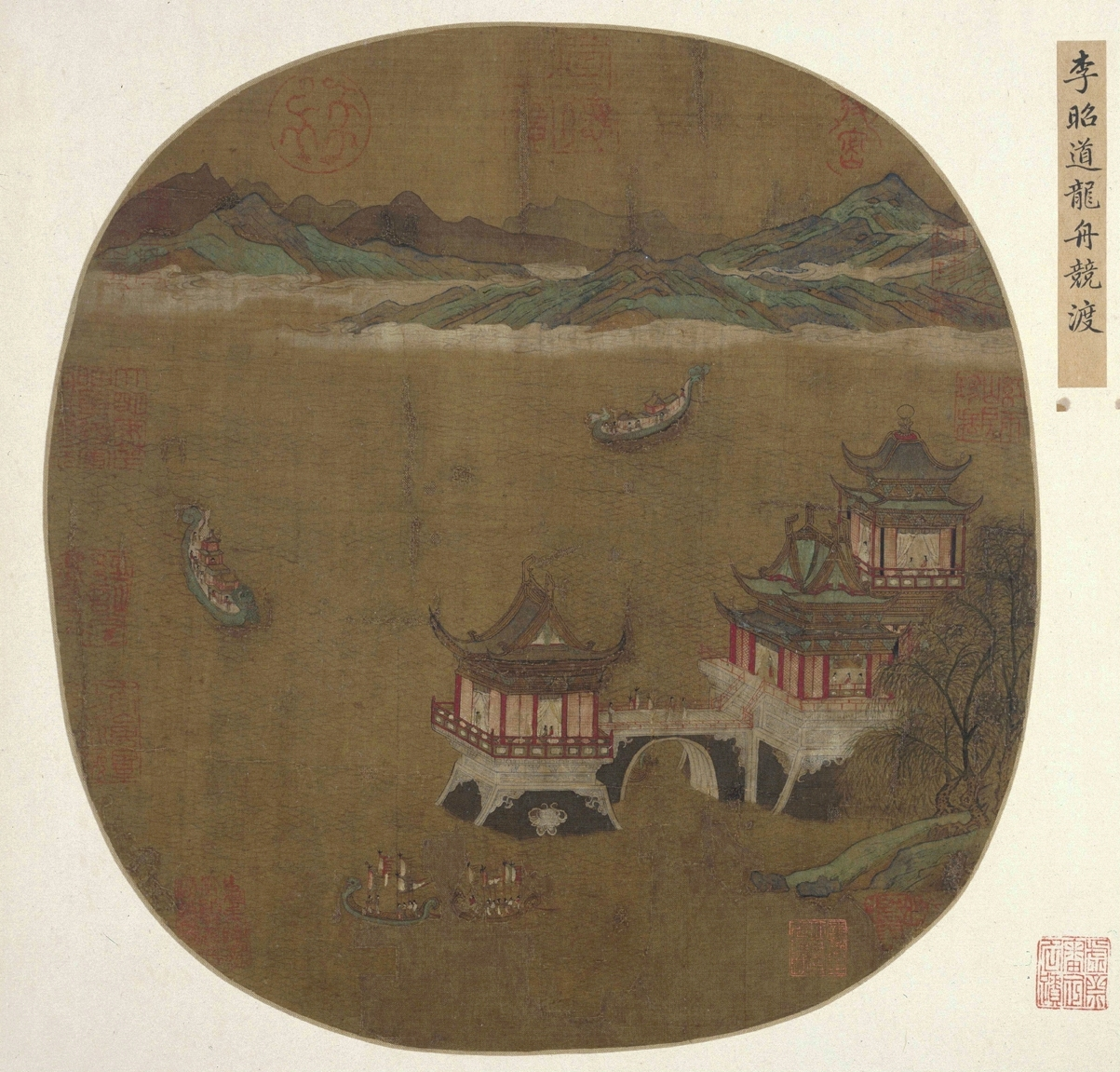
Corrida de barco-dragão por Li Zhaodao (675–758)

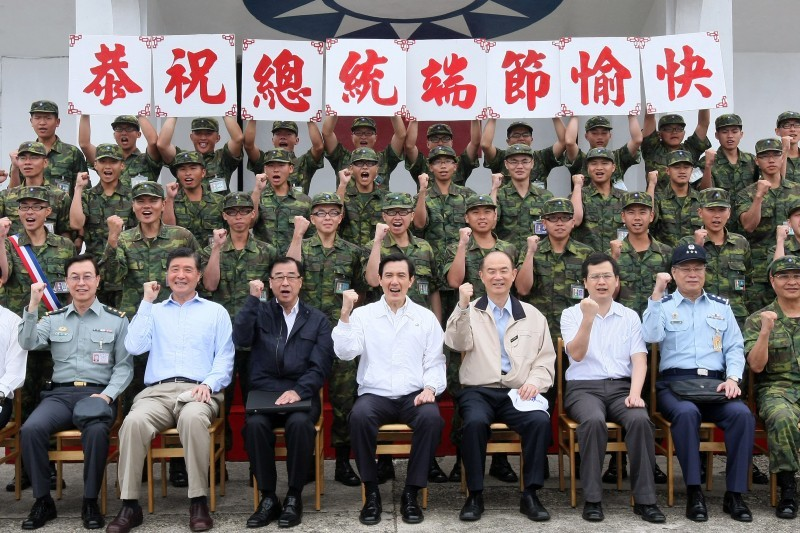
O presidente de Taiwan Ma Ying-jeou visita a Ilha Liang antes do Dragon Boat Festival (2010)
'恭祝總統端節愉快' ('Respeitosamente desejando ao presidente um alegre Festival do Barco-Dragão')

O festival foi marcado como um festival cultural na China e é feriado na China, Hong Kong, Macau e Taiwan. O governo da República Popular da China, estabelecido em 1949, inicialmente não reconheceu o Festival do Barco do Dragão como feriado, mas o reintroduziu em 2008, juntamente com outros dois festivais, em uma tentativa de impulsionar a cultura tradicional.
O Dragon Boat Festival é observado não oficialmente pelas comunidades chinesas do Sudeste Asiático, incluindo Cingapura e Malásia. Festivais oficiais equivalentes e relacionados incluem o coreano Dano, japonês Tango no sekku, e o vietnamita Tết Đoan Ngọ.

## Práticas e atividades

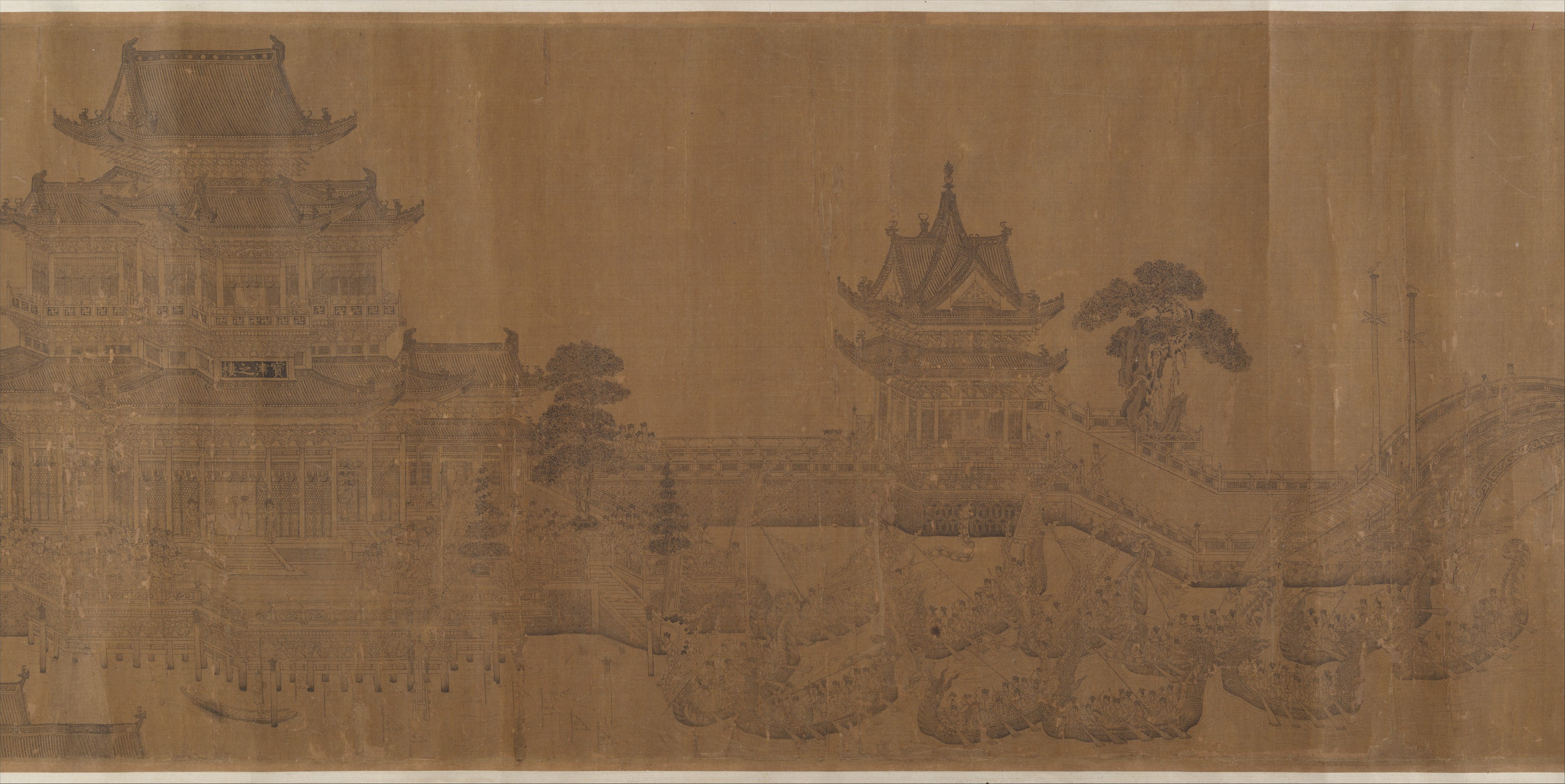
Corridas de Barco Dragão Regatta por Wang Zhenpeng (1275–1330)

Três das atividades mais difundidas realizadas durante o Festival são comer (e preparar) zongzi, beber vinho realgar e competir em barcos-dragão.

### Corrida de barcos de dragão
A corrida de barcos-dragão tem uma rica história de antigas tradições cerimoniais e ritualísticas, que se originaram no centro-sul da China há mais de 2.500 anos. A lenda começa com a história de Qu Yuan, que era ministro de um dos governos dos Estados Combatentes, Chu. Ele foi caluniado por funcionários do governo invejosos e banido pelo rei. Por decepção com o monarca Chu, ele se afogou no rio Miluo. As pessoas comuns correram para a água e tentaram recuperar seu corpo, mas falharam. Em comemoração a Qu Yuan, as pessoas realizam corridas de barcos-dragão anualmente no dia de sua morte, de acordo com a lenda. Eles também espalharam arroz na água para alimentar os peixes, para evitar que comessem o corpo de Qu Yuan, que é uma das origens do zongzi.

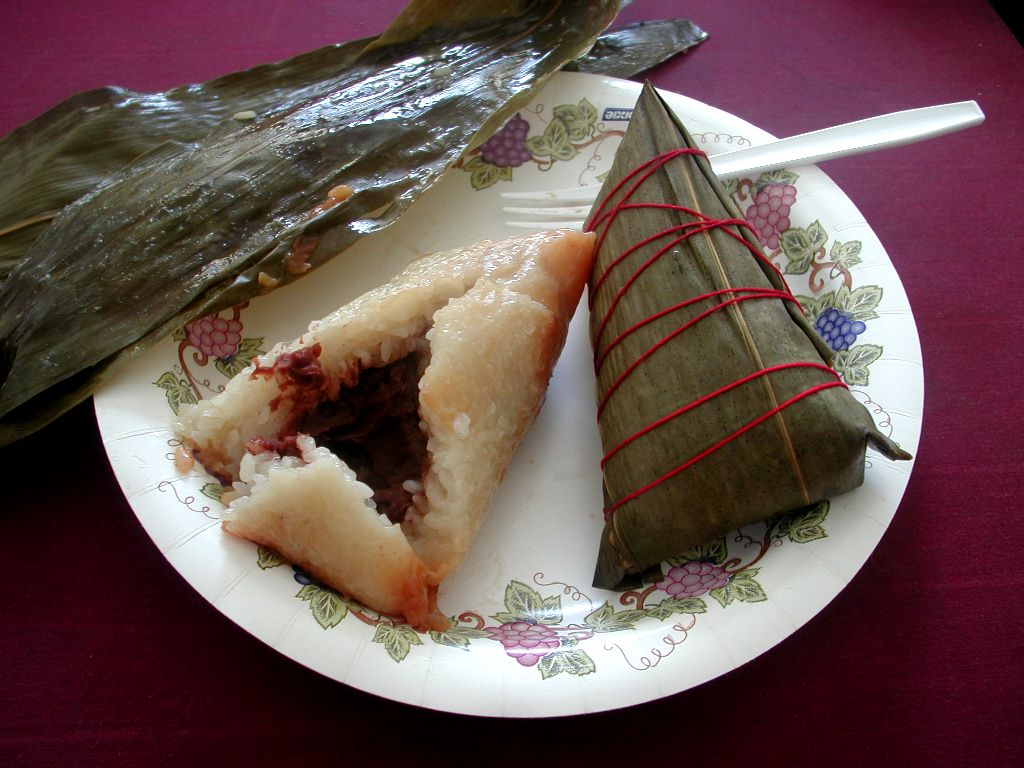
Bolinho de Arroz de Feijão Vermelho

### Zongzi (bolinho de arroz tradicional chinês)
Uma parte notável da celebração do Dragon Boat Festival é fazer e comer zongzi com familiares e amigos. As pessoas tradicionalmente fazem zongzi envolvendo arroz glutinoso e recheios em folhas de junco ou bambu, formando uma pirâmide. As folhas também dão um aroma e sabor especial ao arroz pegajoso e aos recheios. As opções de recheios variam dependendo das regiões. As regiões do norte da China preferem zongzi doce ou de sobremesa, com pasta de feijão, jujuba, e nozes como recheios. As regiões do sul da China preferem o saboroso zongzi, com uma variedade de recheios, incluindo ovos e carne.
Zongzi apareceu antes do Período da Primavera e Outono e foi originalmente usado para adorar ancestrais e deuses; na Dinastia Jin, Zongzi tornou-se uma comida festiva para o Festival do Barco-dragão. Dinastia Jin, os bolinhos foram oficialmente designados como comida do Festival do Barco do Dragão. Neste momento, além do arroz glutinoso, as matérias-primas para fazer zongzi também são adicionadas com a medicina chinesa Yizhiren. O zongzi cozido é chamado de "yizhi zong".

### Alimentos relacionados a 5
'Wu' (午) no nome 'Duanwu' em chinês tem uma pronúncia semelhante ao número 5 em vários dialetos e, portanto, muitas regiões têm tradições de comer alimentos relacionados ao número 5. Por exemplo, as regiões de Guangdong e Hong Kong têm a tradição de fazer mingau feito de 5 grãos diferentes.

### Vinho de Realgar
Vinho Realgar ou vinho Xionghuang é uma bebida alcoólica chinesa feita de licor chinês dosado com realgar em pó, um mineral de sulfeto de arsênico amarelo-alaranjado. Era tradicionalmente usado como pesticida e como antídoto comum contra doenças e venenos. No Dragon Boat Festival, as pessoas podem colocar vinho realgar em partes do rosto das crianças para repelir as cinco criaturas venenosas.

### Trança de fios de seda de 5 cores
Em algumas regiões da China, as pessoas, principalmente as crianças, usam fitas de seda ou fios de 5 cores (azul, vermelho, amarelo, branco e preto, representando os cinco elementos) no dia do Festival do Barco do Dragão. As pessoas acreditam que isso ajudará a afastar o mal.
Outras atividades comuns incluem pendurar ícones de Zhong Kui (uma figura mítica do guardião), pendurar artemísia e cálamo, fazer longas caminhadas e usar bolsas de remédios perfumadas. Outras atividades tradicionais incluem um jogo de fazer um ovo ficar ao meio-dia (este "jogo" implica que se alguém conseguir fazer o ovo ficar exatamente às 12h00, essa pessoa receberá sorte no próximo ano) e escrever feitiços. Todas essas atividades, juntamente com o consumo de vinho ou água realgar, eram consideradas pelos antigos e alguns hoje como eficazes na prevenção de doenças ou males, ao mesmo tempo em que promoviam a saúde e o bem-estar.
Nos primeiros anos da República da China, Duanwu era celebrado como o "Dia dos Poetas" devido ao status de Qu Yuan como o primeiro poeta conhecido da China. Os taiwaneses também às vezes confundem a prática primaveril de equilibrar os ovos com Duanwu.
O sol é considerado mais forte na época do solstício de verão, já que a luz do dia no hemisfério norte é a mais longa. O sol, como o dragão chinês, tradicionalmente representa a energia masculina, enquanto a lua, como a fênix, tradicionalmente representa a energia feminina. O solstício de verão é considerado o pico anual da energia masculina enquanto o solstício de inverno, a noite mais longa do ano, representa o pico anual da energia feminina. A imagem masculina do dragão foi assim associada ao Festival do Barco do Dragão.

## Galeria
| Imagens |
| ------- |
|         |
|         |
|         |
|         |
|         |
|         |